# San Francisco Tesistán
Tesistán o San Francisco Tesistán es un poblado situado en el municipio de Zapopan en el estado de Jalisco. Tiene 91,631 habitantes y está a 1600 metros sobre el nivel del mar, con su actual gobernante Juan José Frangie, presidente municipal de Zapopan

## Historia
San Francisco Tesistán tiene orígenes prehispánicos, su nombre en náhuatl «Techistlán» significa «lugar donde abunda el pájaro Techictli», que después cambio a Tesistán. El Instituto Nacional de Antropología e Historia (INAH) comprobó sus orígenes por las artesanías encontradas en las ruinas arqueológicas en el año 1985, por lo que no se puede datar con una fecha precisa su fundación ya que a la llegada de los conquistadores españoles, Tesistán ya formaba parte del Reino de Tonallan o Tonalá.
La población de San Francisco Tesistán subsistía casi de manera auto sustentable alimentada por sus ríos, sus cosechas, y su ganadería, el contacto que tenían con la ciudad era muy escaso solo algunos iban a vender maíz y otros productos. En esta etapa la gente vivía tranquilamente, las personas iban a nadar a los ríos y al día de campo con la familia, estas eran de más de 10 integrantes en promedio, y todos heredaban alguna habilidad para trabajar las tierras o el ganado.
Cuando la primera carretera se terminó, la vida empezó a cambiar, llegó la energía eléctrica entre otros cambios, también se empezó la producción y venta de ladrillo. Empezó lo que conocemos como «el desarrollo», fue en este momento cuando comenzaron los cambios en los intereses de la gente y el concepto de vivir bien empezó a cambiar para algunos de los habitantes de Tesistán. Con el paso del tiempo y otros problemas globales como el nacimiento de las grandes empresas, las ventas de los pequeños productores de Tesistán se vieron afectadas hasta el punto en el que era más rentable comenzar a vender sus terrenos, ya que el desarrollo y la expansión de la ciudad comenzaba a acercarse al pueblo.
La parroquia de Tesistán tiene una pila bautismal que data de finales de 1800.
Dentro de la parroquia de san Francisco de Asís en Tesistán la cual alberga un total de 15 templos bajo su jurisdicción, existen grupos religiosos de la misma comunidad con una historia de más de 90 años.

## Tipos de vivienda
Las casas de Tesistán tienen dimensiones variadas. Las más antiguas, que se encuentran cercanas a la plaza son más grandes y existen algunas que eran trojes que son también más altas. Casi todas tienen un patio que antes se utilizaba para los animales como gallinas y vacas, algunas personas siguen tendiendo gallinas hoy en día. 
Las casas nuevas de los fraccionamientos son pequeñas: sala, cocina, comedor, cochera baño y habitaciones. Es común (y puede ser considerada como una práctica de pueblo) que cuando el espacio de una casa no es suficiente se construye un segundo o tercer piso. En las casas de fraccionamiento, o de interés social sí se puede hacer esto a pesar de que en algunas los muros son compartidos entre las casas contiguas. 
Algunas casas de Tesistán llegaron a simbolizar lo autosustentable, porque en ellas se encontraban las soluciones a las mismas necesidades de los habitantes de cada casa pero ya se ha perdido esta costumbre casi en su totalidad.
La mayoría de los fraccionamientos en esta población tienen un promedio de 10 años de antigüedad y cuyos terrenos en promedio son de 90 metros cuadrados.

## Actividades recreativas de la zona
La idea de recreación ha cambiado con el tiempo y varía dependiendo en la edad. Los pasatiempos mayores son visitarse o estar en casas, ir al campo o al cerro, a la plaza a dar vueltas. Como hacían en sus épocas. Se jugaba en las calles resorte, cuerda, encantados, etc.  Sigue habiendo ferias, tianguis y mercado. Los jóvenes van a la ciudad a divertirse.  
Estas actividades que realizan para entretenerse reflejan la mexicanidad del pueblo.

## Servicios
Hoy en día se tiene contemplado la creación de la línea 3 del tren ligero, la cual proporcionaría rutas alimentadoras, para cumplir la demanda de transporte insuficiente de la población.

## Transporte
Existen varias líneas de transporte público que podemos contar con las rutas: 24-A «Piedrera»; 24-A «Vistas»; 24-A «La Magdalena»; todos ellos sin distinción ofrecen su servicio desde las 05:30 horas hasta las 23:00 horas última salida desde su derrotero en Zapopan, Jalisco cabecera municipal.

## Crecimiento de población
De acuerdo a los datos proporcionados por el último Censo de Población y Vivienda del 2020, la población de Tesistán (San Francisco de Tesistán), tiene una población de 91,631 habitantes en su territorio, ocupando un 5.02% de la densidad de población del municipio zapopano; ocupando así el segundo lugar de la cabecera municipal, Zapopan, que cuenta con 1´142, 483 habitantes y el 91.06% de la densidad poblacional.
Algunos piensan que ha perjudicado a la ciudad, otros piensan que ha sido una mejora. Hay varios factores. Uno es que conforme fue aumentando la población se crearon escuelas, entró el alumbrado, electricidad, gas, agua, etc, que no existían antes. Con la creación de fraccionamientos aumentó la población sin ningún tipo de planeación urbana de tal manera que aunque había más servicios, los mismos que eran suficientes para abastecer al pueblo, no lo eran.  Se corta el agua, los camiones no alcanzan para llevar y traer a todos los habitantes a sus trabajos.

## Costumbres y tradiciones
El novenario es una fiesta típica en Tesistán en la cual durante nueve días se celebra a San Francisco,  al santo patrón del pueblo. Se organiza por parte de los mismos habitantes. 
La fiesta del novenario refleja la devoción del pueblo católico mexicano.  Simboliza lo conservador de las generaciones pasadas y el amor a su religión, quienes lo inculcaron a la generación actual.
La parroquia de Tesistán es de gran tradición, en cuya festividad se festeja al santo patrono de San Francisco de Asís en el mes de octubre.
De igual manera se celebra la segunda semana del mes de agosto, la Feria del Elote donde se tienen eventos musicales, tablas gimnásticas y por supuesto la venta del famoso Pan de Elote el cual es una tradición.
En el mes de agosto se celebra la feria del Elote, la cual tiene una duración de una semana y se pueden encontrar todo tipo de antojos derivados del maíz.